# Van Tol Retail
Van Tol Retail is een Nederlandse detailhandelsorganisatie die verantwoordelijk is voor de supermarktformules Coop, Dagwinkel, Recra en de rijdende supermarkt Springer.

## Geschiedenis
Van Tol Retail is in 1951 begonnen als zuivelhandel van de familie Van Tol in Lisse. Sinds 1987 is de familie Van den Hurk eigenaar van Van Tol Retail.

### Troefmarkt
In 1994 begon Van Tol Retail met de supermarktketen Troefmarkt, die op haar hoogtepunt meer dan 120 winkels had. In 2004 werd de eerste Dagwinkel geopend, die op termijn de Troefmarkt-winkels moest gaan vervangen. In 2018 zijn de laatste winkels omgebouwd naar Dagwinkel.

### Overname Coop
In 2025 nam Van Tol Retail 11 Coop-supermarkten over van Coöperatie PLUS U.A.. Naast Van Tol Retail nam ook Boon Food Group een aantal winkels over en exploiteert deze onder de naam Gewoon Coop, die op termijn worden omgebouwd naar filialen van Boon's Markt.
Van Tol Retail nam naast de winkels zelf ook de naam en formule van Coop over van Coöperatie PLUS U.A..

## Organisatie
De organisatie levert goederen en diensten aan de aaneengesloten zelfstandige ondernemers van haar formules, hieronder valt de commerciële ondersteuning op zowel landelijk als lokaal niveau.
Naast het bevoorraden aan (eigen) supermarkten levert Van Tol Retail ook aan zakelijke klanten, zoals Center Parcs.

### Huismerken
Van Tol Retail is geen lid van Superunie, maar neemt er wel producten van het (huis)merk g'woon af. Verder verkoopt ze producten van het merk Everyday, het huismerk van de Colruyt Group.